# وی‌اس‌ئی
وی‌اس‌ئی (انگلیسی: VSE) شرکت مهندسی آمریکایی است، که در سال ۱۹۵۹ تأسیس شد.